# آب فسیل

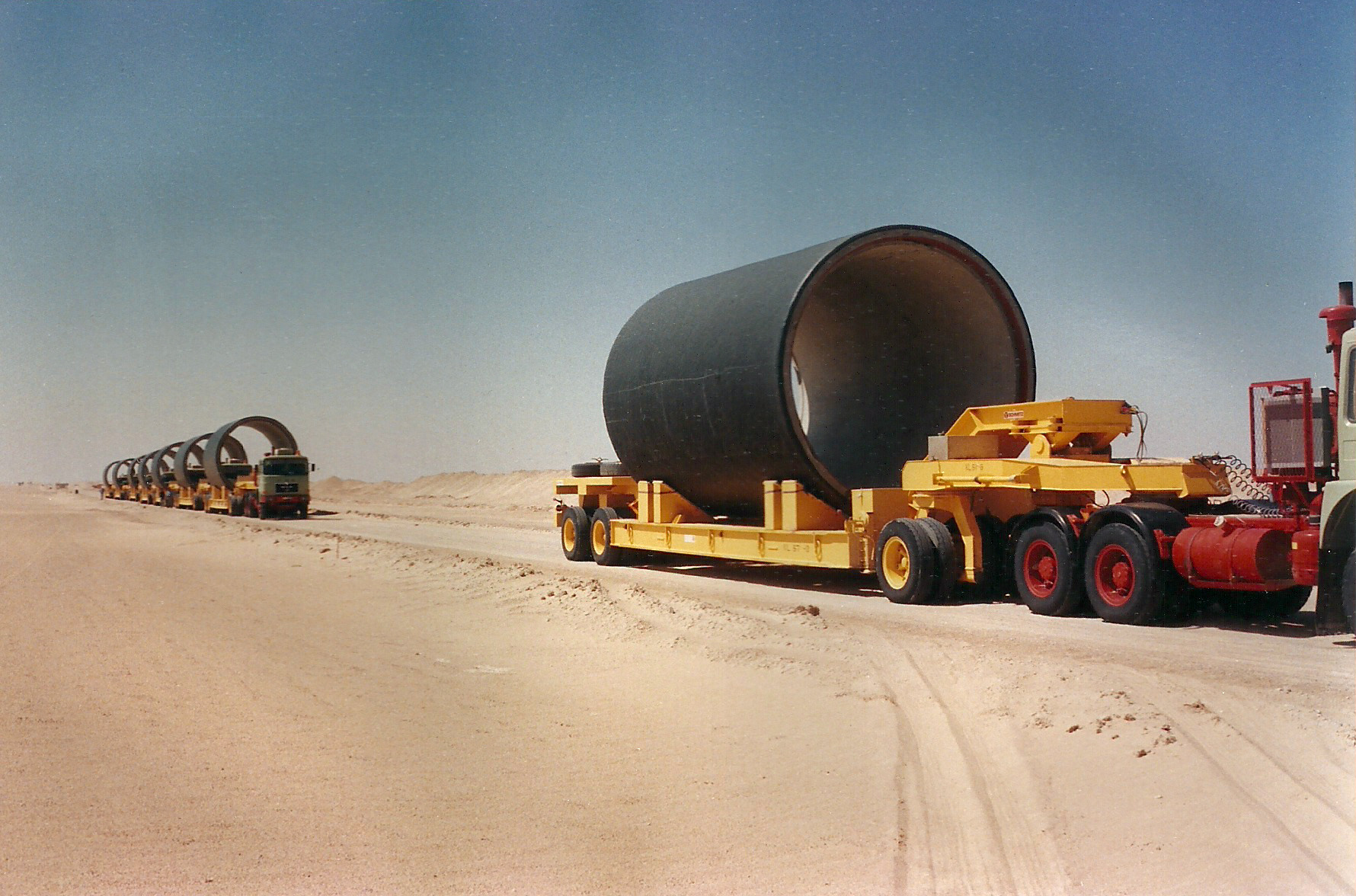
انتقال قطعات لوله در طرح رود بزرگ دست‌ساز در لیبی که در آن شبکه‌ای از لوله‌ها آب را از سامانه آبخوان ماسه‌سنگی نوبین تأمین می‌کنند.

""آب فسیل"" ((Fossil Aquifer)) به پهنه‌ای از آب گفته می‌شود که برای میلیون ها سال در فضایی دست‌نخورده که معمولاً یک سفره آب محبوس زیرزمینی است جای گرفته اند. این آب ها هم سن یا جوانتر از سن سنگ در برگیرنده هستند و بطور معمول ارتباط خود را با آبهای جوی از دست دادهاند. این آب هابا برخ بسیار پایین (چند میلیون سال)تجدید و یا تغذیه می شوند.از نمونه این آب های به مخازن آب بسیار شور شناسایی شده در کنار منابع نفتی اشاره کرد.
آب ژرف (الگو:DEEP AQUIFER)،یا آب سازند سخت و با در حالی که آب ژرف((Deep Aquifer))شامل آب های زیرزمینی موجود و در حال عبور از واحدهای سنگی با هر جنس و سنی در اعماق زمین است. آب های ژرف یا آب سازند سخت می تواند دارای کیفیت های متفاوت از بسیار شور تا بسیار شیرین باشد و معمولا سنی کمتر از یک تا چند میلیون سال دارند و از حجم بسیار بالایی برخوردارند. تعداد قابل توجهی از منابع آب تجدیدپذیر دنیا را این منابع تشکیل می دهند. از مهمترین نمونه این منابع می توان به آبخوان آرتزین بزرگ GAB استرالیا، آبخوان نوبین شمال آفریقا، آبخوان بزرگ حوضه پاریس که از درون گرانیت ها برداشت می شود و آبخوان بزرگ آمازون اشاره کرد. در ایران مطالعه این آبخوان ها تازه شروع شده و در حال پیگیری و اکتشاف منابع آب تجدید پذیر کشور است.
یونسکو آب زیرزمینی فسیل را به این صورت تعریف می‌کند: آبی که معمولاً هزاران سال پیش و اغلب در شرایط اقلیمی متفاوت از امروز، در زیر زمین ذخیره شده‌است.
برآورد می‌شود که بیشتر آب‌های زیرزمینی آبرفتی و سازند سخت جهان طی دوره‌های پلیستوسن و هولوسن (۴۰٬۰۰۰ تا ۱۰٬۰۰۰ سال پیش) در زمین نفوذ کرده‌اند. تشکیل برخی از منابع آب‌های زیرزمینی در ارتباط با ذوب یخ‌ها پس از آخرین بیشینه یخچالی است. سن‌سنجی آب زیرزمینی با اندازه‌گیری میزان غلظت ایزوتوپ‌های ناپایدار مشخص مانندایزوتوپ‌های کربن و یا هیدروژن و مقایسه مقدار آن‌ها با غلظت‌های مشخص آن در مقیاس زمانی زمین‌شناسی انجام می‌شود.